# Rhapis excelsa
Rhapis excelsa là loài thực vật có hoa thuộc họ Arecaceae. Loài này được (Thunb.) Henry miêu tả khoa học đầu tiên năm 1930.

## Hình ảnh

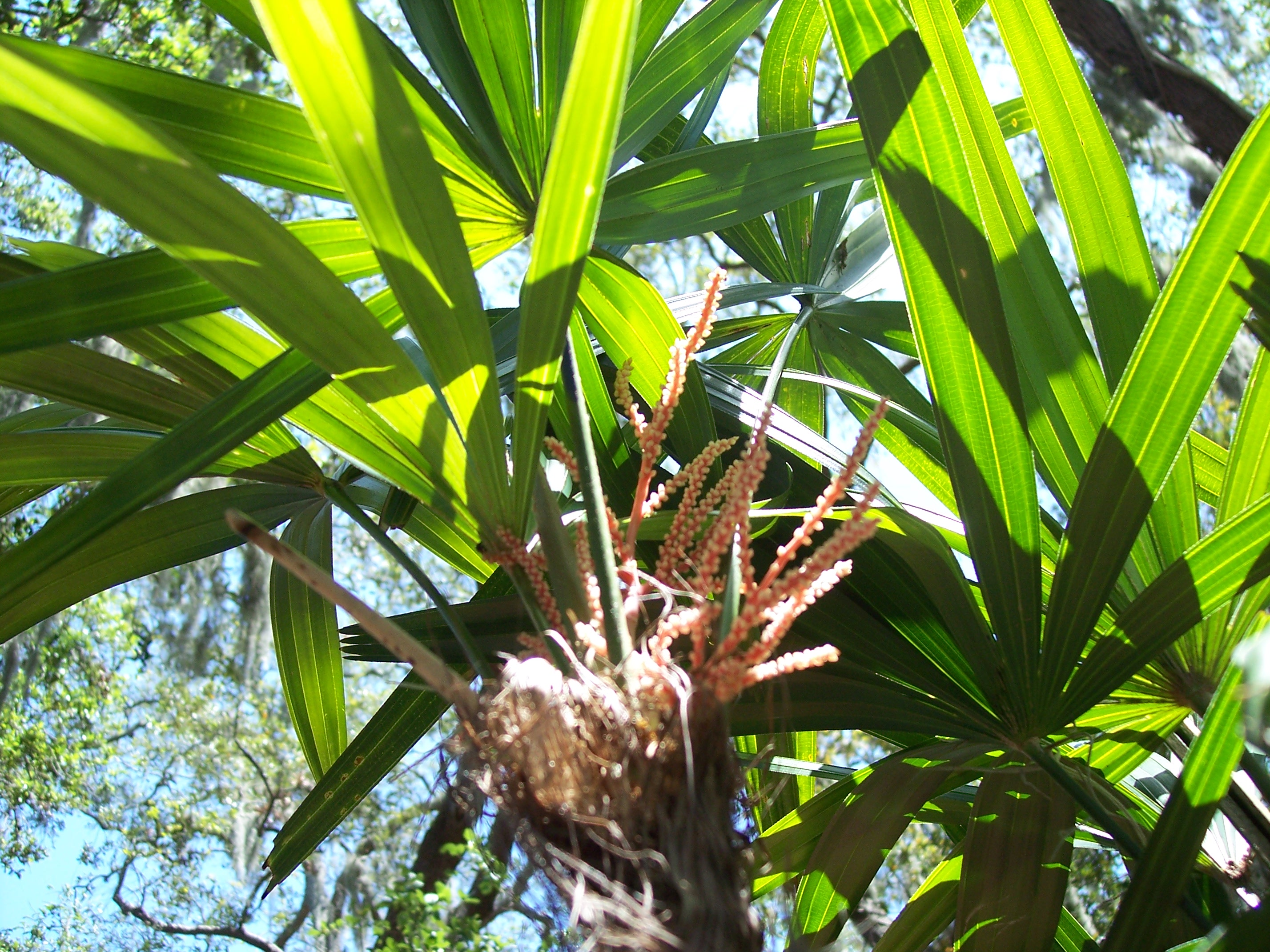
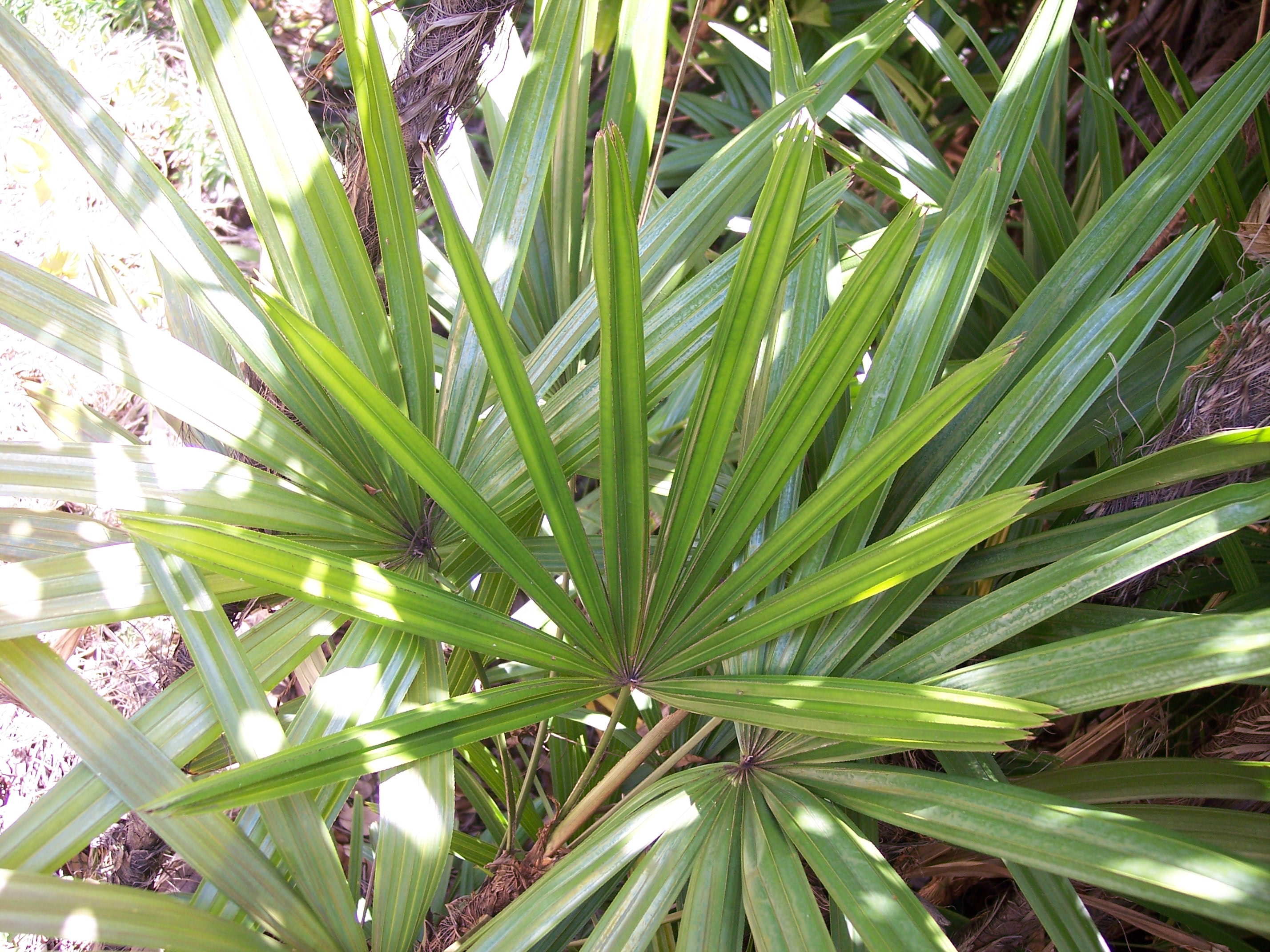
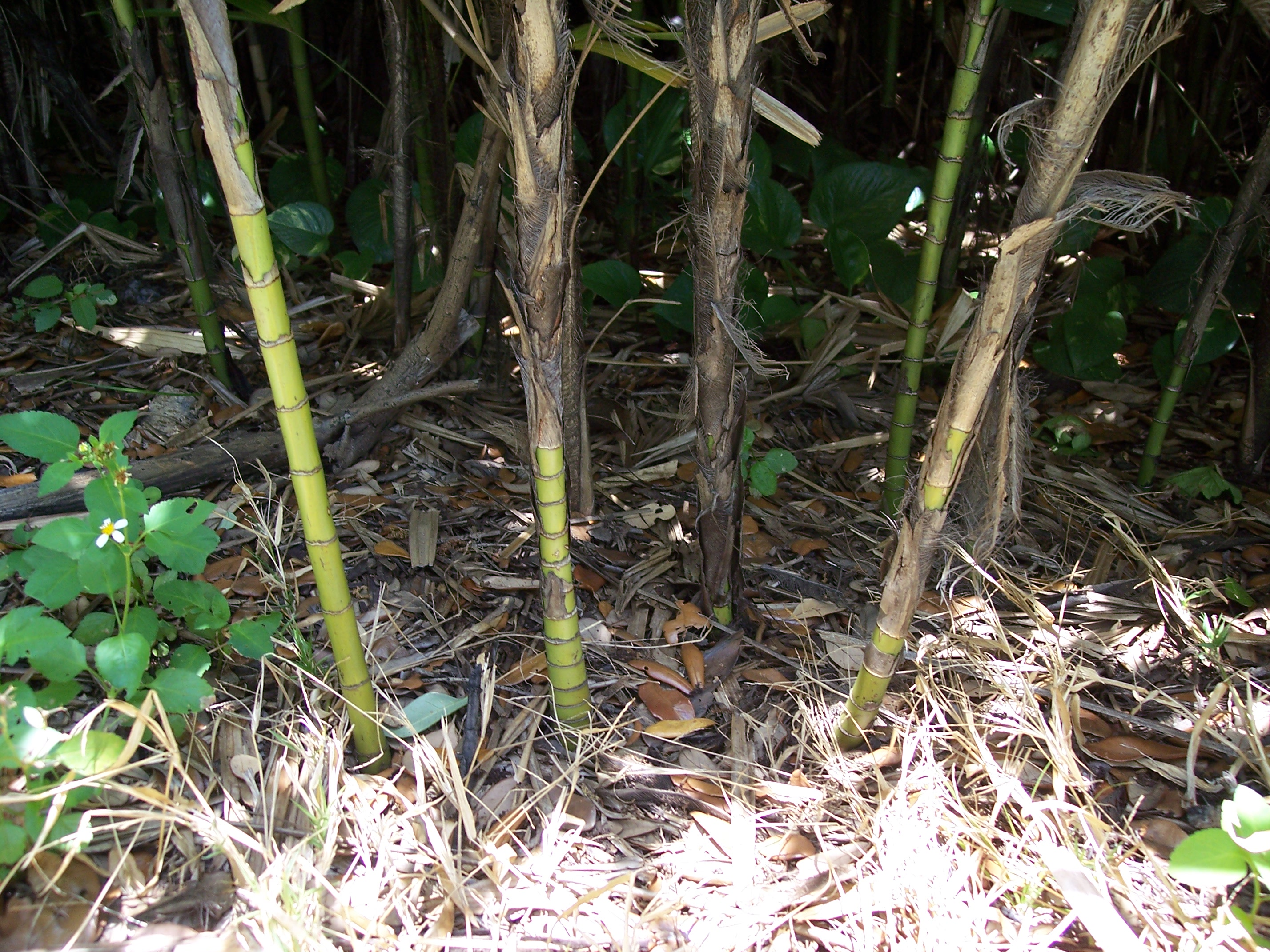
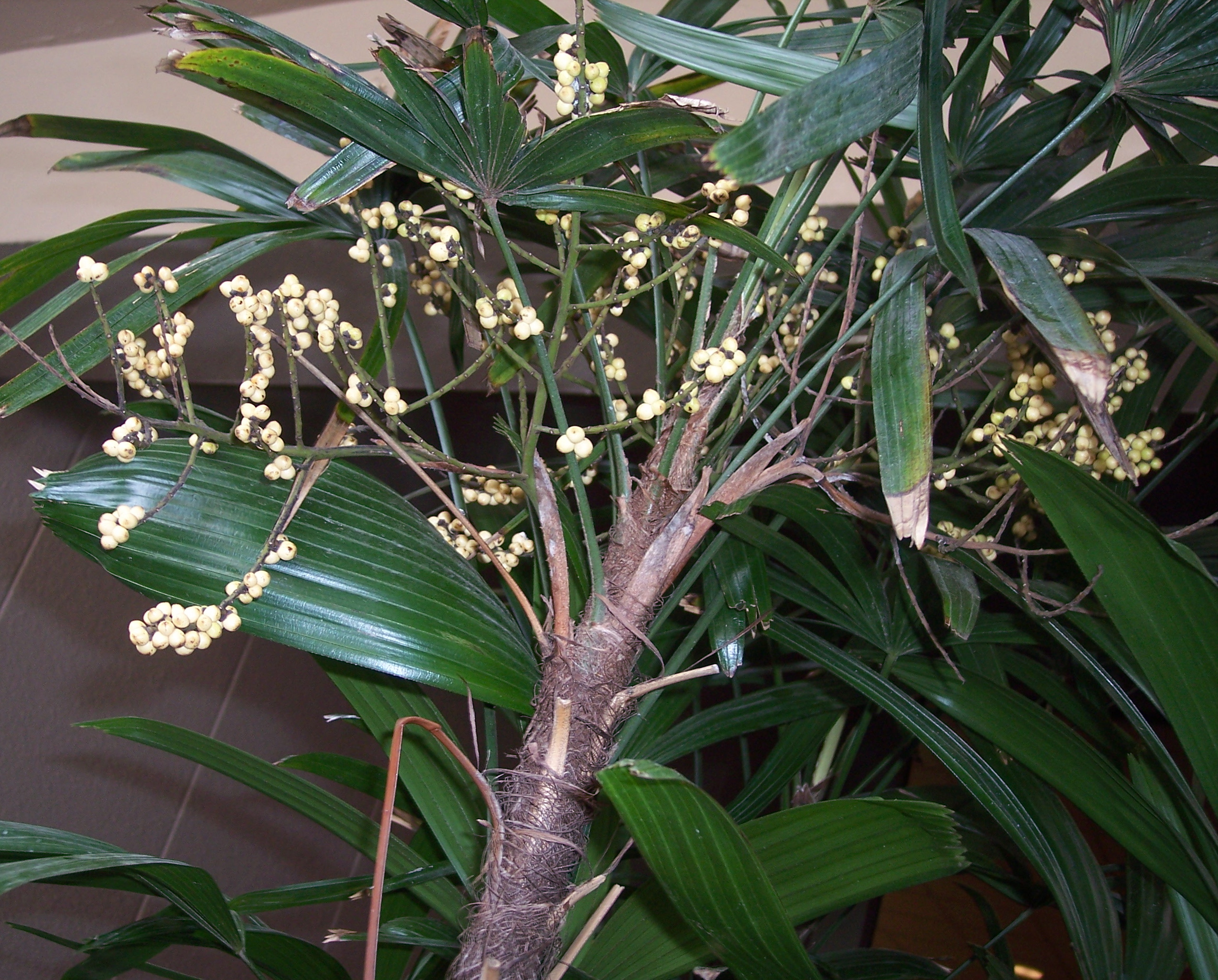
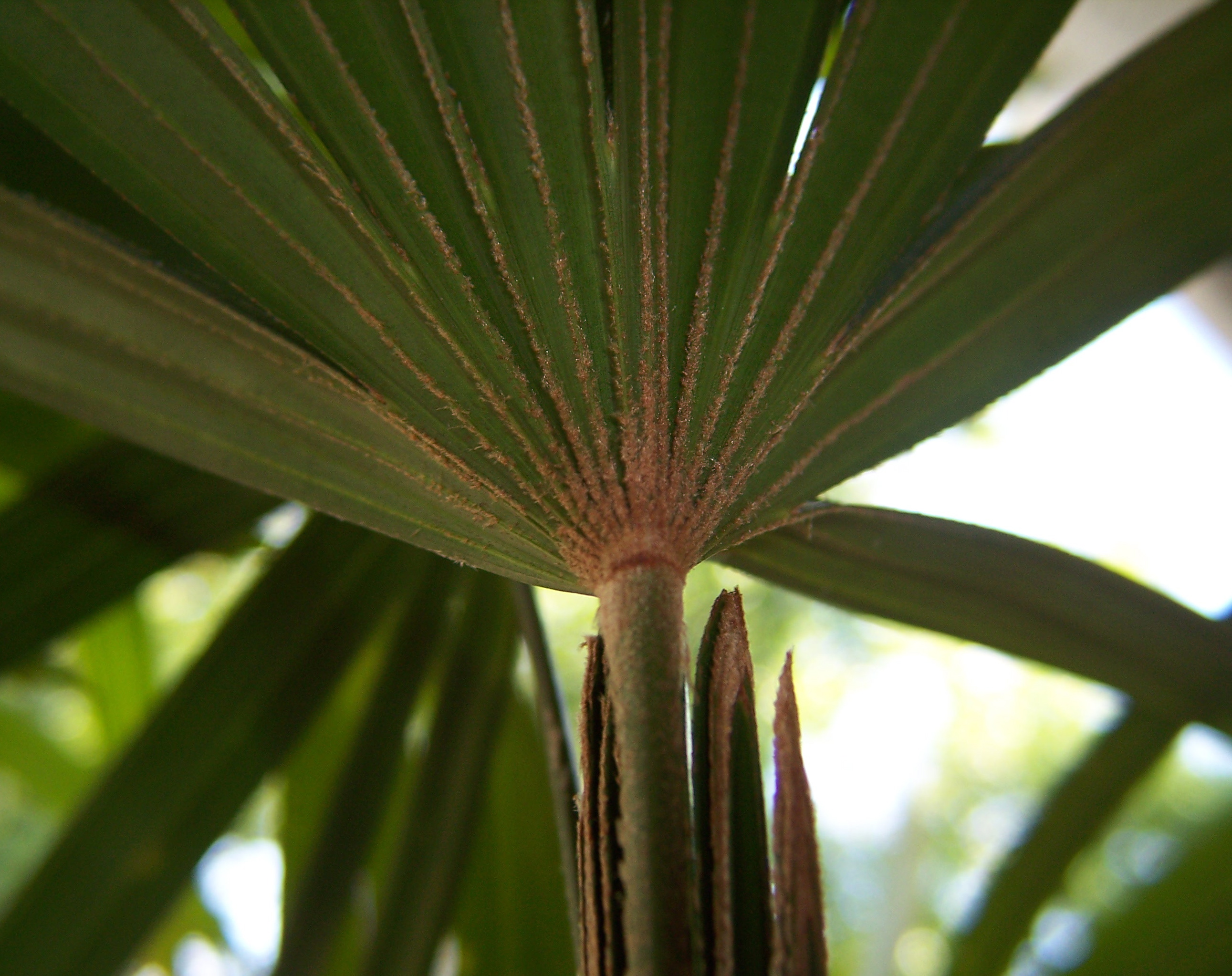
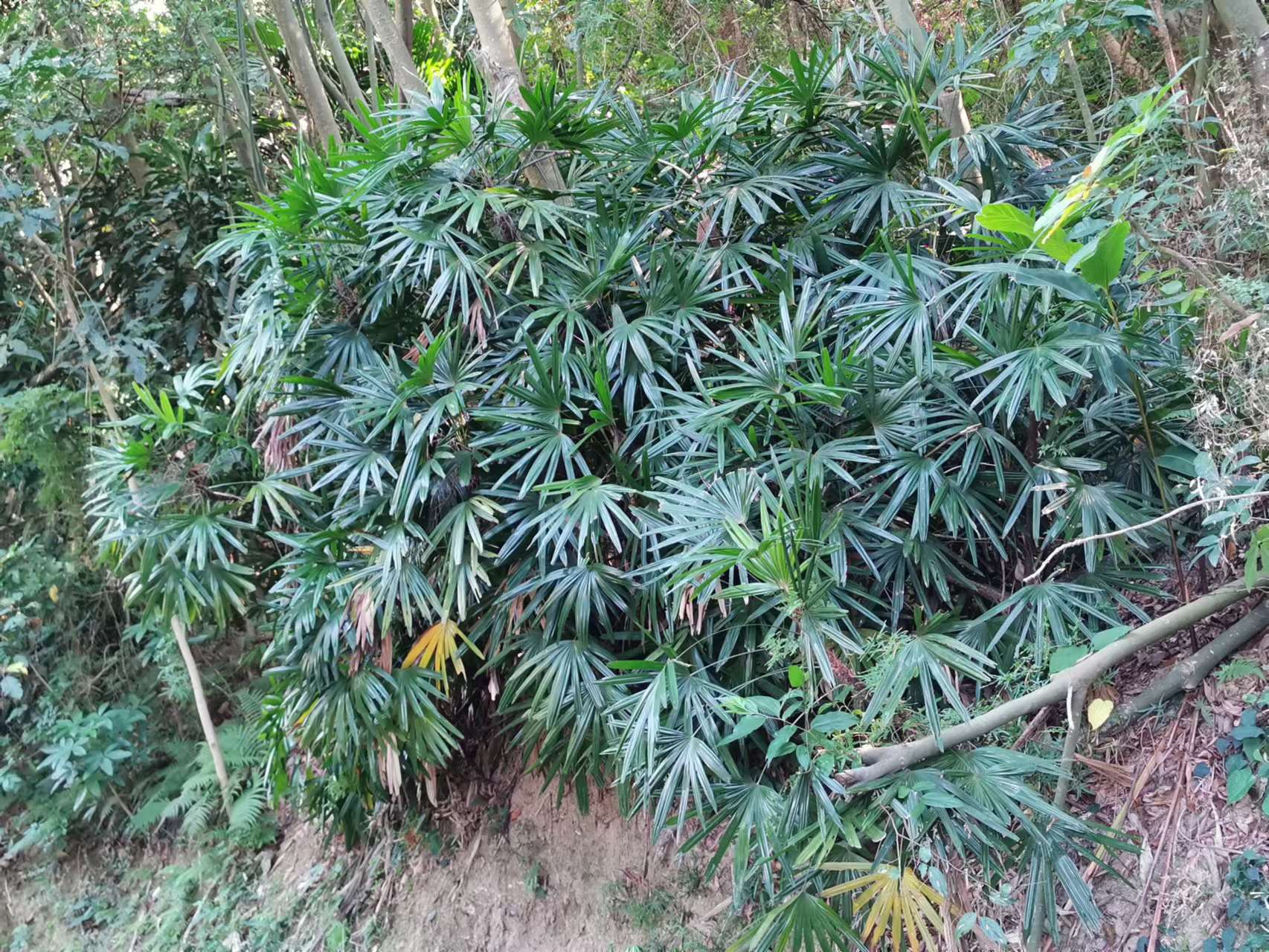
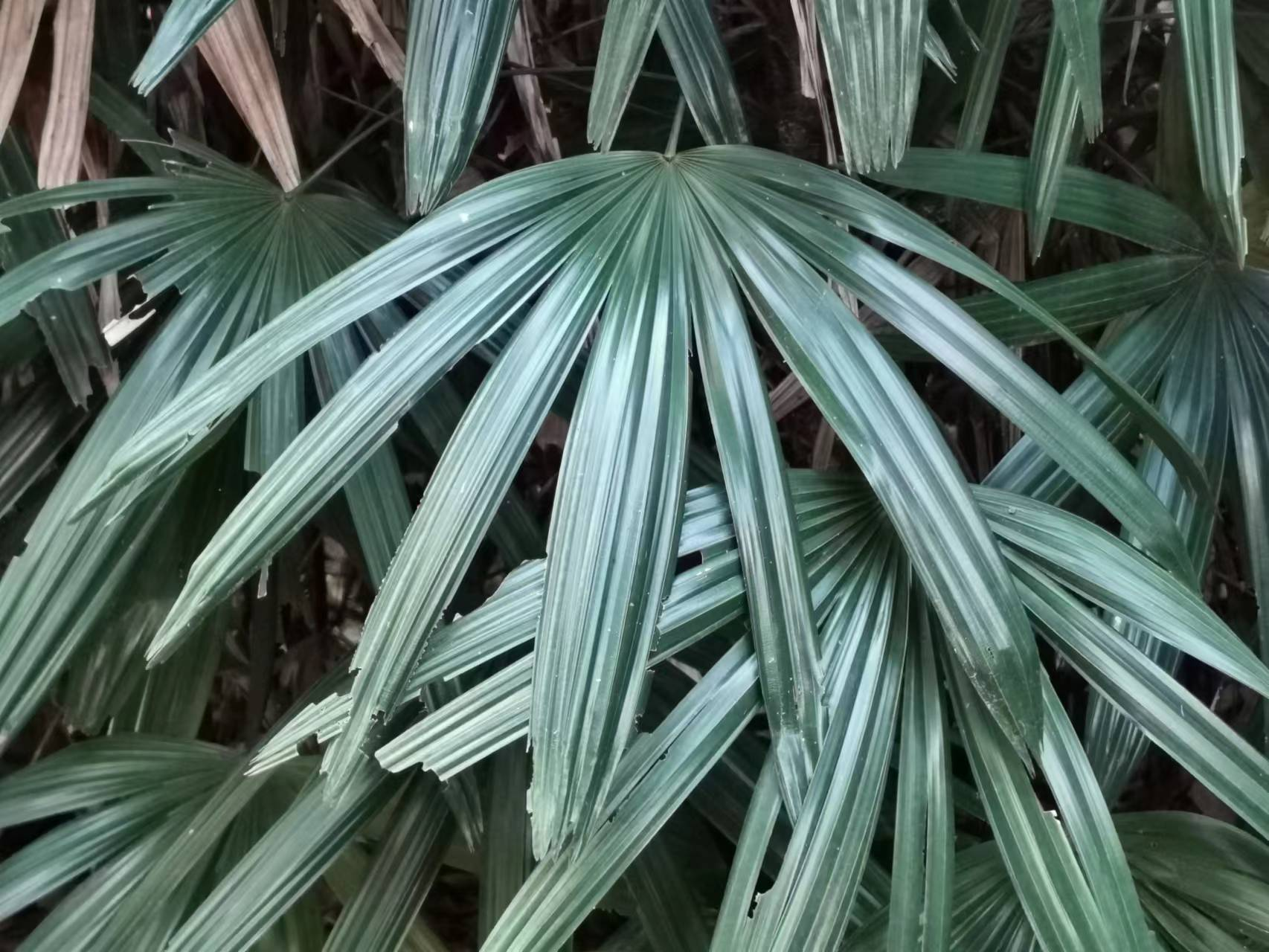